# Franz Leopold Neumann
Pour les articles homonymes, voir Neumann.
Franz Leopold Neumann, né à Kattowitz (Silésie polonaise) le 23 mai 1900, mort à Viège (Valais, Suisse) le 2 septembre 1954, est un juriste, philosophe et théoricien du droit et de la société, de l'État et de la politique, penseur critique de l'École de Francfort. 

## Biographie
Très engagé pour la République de Weimar, défendant en tant qu'avocat les syndicats à Berlin, il est contraint à l'exil à cause de ses origines juives par les nazis en 1933, il se réfugie d'abord à Londres où il rédige sous la direction de Harold Laski (London School of Economics) sa seconde thèse (The Governance of the Rule of Law, 1936) avant de gagner les bureaux de l'Institut de recherches en sciences sociales de Francfort à New York où il rédigera le livre qui l'a rendu célèbre jusqu'à aujourd'hui et dont la première édition date de 1942 : Béhémoth - Structure et pratique du national-socialisme. En tant que spécialiste hors pair de l'Allemagne il sera recruté par l'Office of Strategic Services (OSS) pour lequel il travaillera de 1942 à 1945, préparant notamment certains aspects du procès de Nuremberg; de 1945 à 1947 il y dirigera la Section de recherche allemande (German Research Section). Il aura fait recruter à l'OSS Otto Kirchheimer et Herbert Marcuse. Dans le cadre de l'OSS, il retournera en Allemagne (notamment à Nuremberg), en 1945 pour la première fois depuis 1933.
En 1948 il devint professeur invité (Visiting Professor) à la Columbia University où il sera nommé professeur ordinaire de droit public (Full Professor of Public Law and Government) en 1950. C'est à ce titre qu'il a dirigé la thèse de Raul Hilberg sur la destruction des Juifs d'Europe". 
À cette période, il participe à la fondation de l'Université libre de Berlin (Freie Universität) et est à l'origine du renouveau de la science politique en République fédérale d'Allemagne. 
Il songeait à revenir s'installer en Allemagne lorsqu'un accident de voiture lui coûta la vie en Valais, en Suisse, en 1954.

## Œuvre: Bibliographie sélective

### Ouvrages en français
- Béhémoth. Structure et pratique du national-socialisme - 1933-1945, traduit de l'anglais par Gilles Dauvé et Jean-Louis Boireau, Paris, Payot, 1987 ; rééd. Klincksieck, coll. Critique de la politique, 600 p., 2024  (ISBN 978-2252047750)

### Ouvrages en allemand
- Neumann, Franz Leopold (1929). Die politische und soziale Bedeutung der arbeitsgerichtlichen Rechtsprechung

- Neumann, Franz Leopold (1931). Tarifrecht auf der Grundlage der Rechtsprechung des Rechsarbeitsgerichts. Allgemeiner Deutscher Gewerkschaftsbund.
- Neumann, Franz Leopold (1932). Koalitionsfreiheit und Reichsverfassung. Die Stellung der Gewerkschaften im Verfassungssystem. Heymann.
- Neumann, Franz Leopold; (as "Leopold Franz") (1935). Die Gewerkschaften in der Demokratie und in der Diktatur. Probleme des Sozialismus. Graphia.
- Neumann, Franz Leopold (1978). Wirtschaft, Staat, Demokratie. Aufsätze 1930 - 1954. Suhrkamp.
- Neumann, Franz Leopold (1980). Die Herrschaft des Gesetzes. Eine Untersuchung zum Verhältnis von politischer Theorie und Rechtssystem in der Konkurenzgesellschaft. Suhrkamp. (traduction allemande sa thèse de doctorat : 'The Governance of the Rule of Law: an Investigation into the Relationship between the Political Theories, the Legal System, and the Social Background in the Competitive Society,' London School of Economics, 1936)

### Ouvrages en anglais
- Neumann, Franz Leopold (1936). European Trade Unionism and Politics. League for Industrial Democracy.
- Neumann, Franz Leopold (1944). Behemoth: The Structure and Practice of National Socialism, 1933 - 1944. Harper.
- Neumann, Franz Leopold (1957). The Democratic and the Authoritarian State: Essays in Political and Legal Theory, Glencoe, The Free Press.
- Neumann, Franz Leopold, The Rule of Law Under Siege. Selected Essays of Franz Neumann and Otto Kirchheimer, sous la dir. de William E. Scheuerman, Berkeley, University of California Press, 1996.
- Neumann, Franz Leopold, The Rule of Law – Political Theory and the Legal System in Modern Society, préface de M. JAY, introduction de M. Ruete, Berg Publishers Ltd, New Hampshire, 1986,  (ISBN 0-907582-36-2).
- Neumann, Franz Leopold, « The war crimes trials » in World Politics, Vol. 2, n. 1, oct. 1949, p. 135-147.